# Kabupaten Lumajang (kabupaten i Indonesien)
Kabupaten Lumajang är ett kabupaten i Indonesien.   Det ligger i provinsen Jawa Timur, i den västra delen av landet, 700 km öster om huvudstaden Jakarta. Antalet invånare är 1 006 458. Arean är 1 791 kvadratkilometer.
Terrängen i Kabupaten Lumajang är varierad.